# Oldevatnet
Oldevatnet er en sø i Oldedalen i Stryn kommune i Vestland fylke i Norge. Den har et areal på 7,89 km² og ligger 33 meter over havet.
Oldevatnet består af to bassiner med en samlet længde på 11 kilometer, og som er knyttet sammen gennem et smalt sund. Søen ligger mellem høje fjelde og kysten er de fleste steder brat og består af grus og sten. Udløb er i nord gennem Oldeelven, der løber gennem søen Floen til Innvikfjorden, en gren af Nordfjord..
Det største tilløb er Dalelven, som løber ind i i sydenden af søen. Dalelven har udspring fra flere af Jostedalsbræens udløbere, blandt andet Briksdalsbræen, og vandet i elven er i store dele af året stærkt farvet af sedimenter fra bræene.
I 1938–42 blev vandstanden i Oldevatnet sænket med halvanden meter ved at sten og grus fra morænen som opdæmmer vandet blev fjernet. Formålet med sænkingen var at undgå oversvømmelsesskader på landbrugsområdene omkring Oldevatnet.